# Bromyard
Bromyard är en stad i civil parish Bromyard and Winslow, i grevskapet Herefordshire, i England. Orten har 3 910 invånare (2001). Bromyard var en civil parish fram till 1986 när blev den en del av Bromyard & Winslow. Civil parish hade 1 680 invånare år 1961. Staden nämndes i Domedagsboken (Domesday Book) år 1086, och kallades då Bromgerbe.